# Synagogue espagnole de Venise
La Synagogue espagnole de Venise (Scola Ponentina o Spagnola) est une synagogue de l'ancien Ghetto de Venise. Situé dans le Campo delle Scole en face la scole Levantine. Il s'agit d'un édifice de quatre étages en pierre jaune reconnaissable pour ses quatre grandes fenêtres en plein cintre et à vitraux qui symbolisent les livres de la Torah et une grande porte en bois. Elle est encore en activité.
Cette synagogue est fondée en 1555 par des juifs expulsés d'Espagne dans les années 1490 et qui s'établissent à Venise après être passés par Amsterdam, Livourne et Ferrare. L'édifice au style mauresque est restauré en 1635 par Baldassare Longhena dans le style baroque.
Sous une fenêtre, une plaque commémorative rappelle que plus de deux cents juifs vénitiens ont été déportés vers les camps de la mort.*

## Galerie

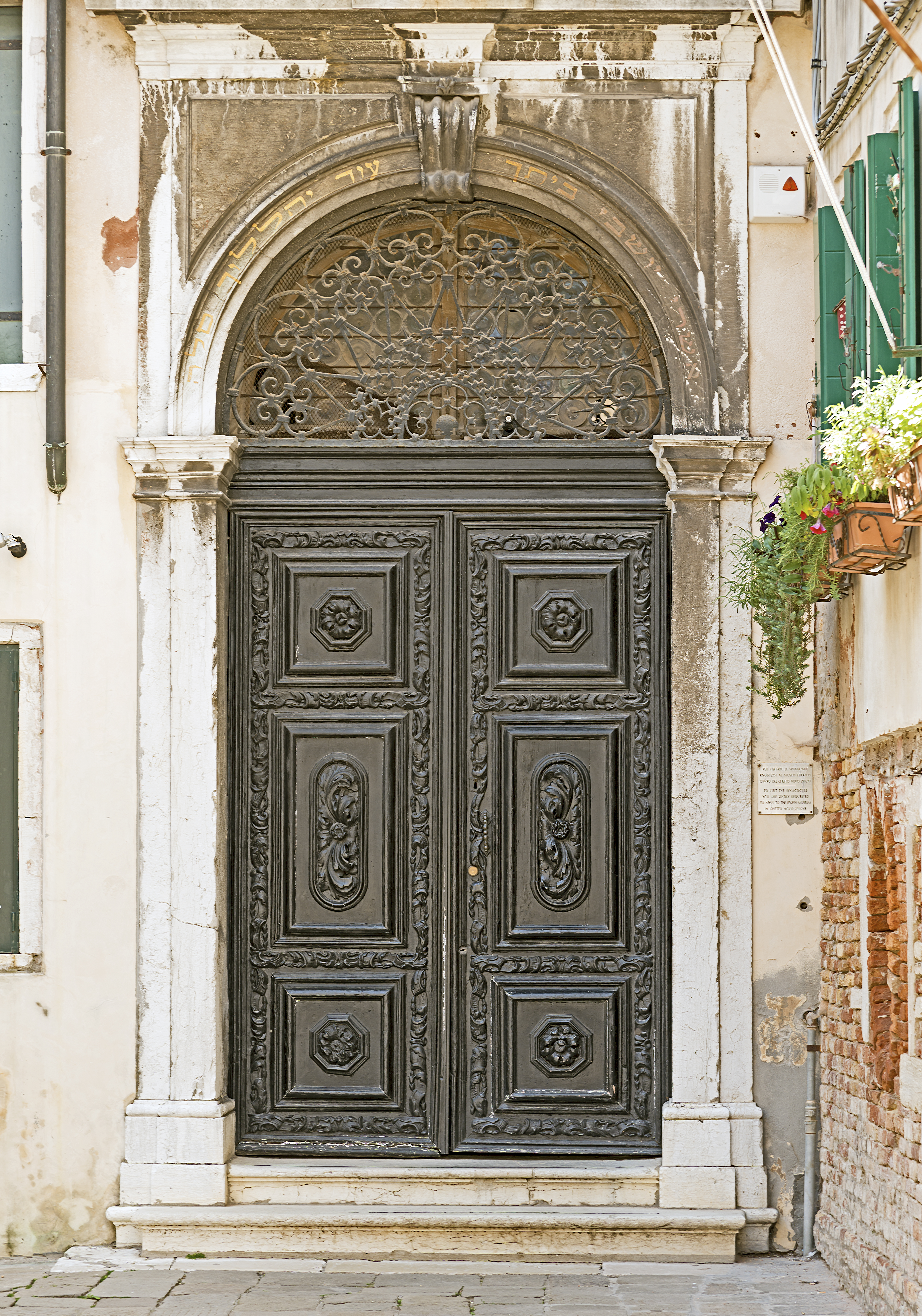
Porte de la synagogue sur le campo delle scole.
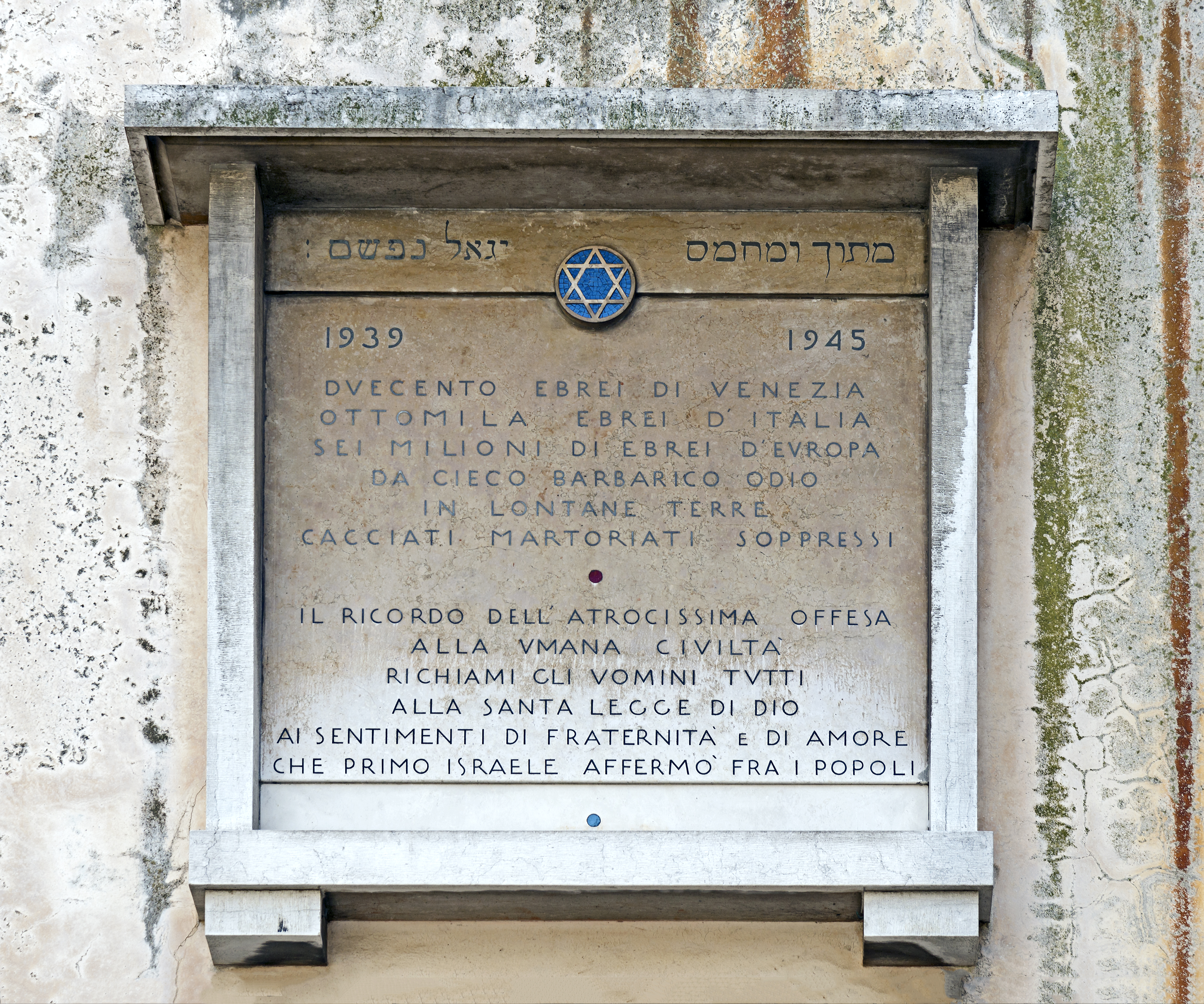
Mémorial de la Shoah.